# Happyish
Happyish ist eine US-amerikanische satirische Dramedyserie, die von Shalom Auslander entwickelt wurde. Die zehn Episoden wurden von April bis Juni 2015 in den USA auf dem Sender Showtime, in Deutschland im September und Oktober 2016 bei Sky Atlantic HD ausgestrahlt.

## Handlung
Thom Payne ist ein erfolgreicher Werbefachmann mittleren Alters, der zusehends mit Niedergeschlagenheit zu kämpfen hat. Während seine Frau, die Künstlerin Lee versucht, Mutterschaft, Familienleben und ihre Arbeit unter einen Hut zu bringen, muss sich Thom damit abfinden, nicht glücklich sein zu können, sondern nur halb-glücklich, also „happyish“.

## Produktion
Ursprünglich sollte Philip Seymour Hoffman die Hauptrolle spielen, verstarb jedoch am 2. Februar 2014. Hoffman hatte zu dem Zeitpunkt bereits eine Pilot-Episode für die Serie aufgenommen. Im Sommer 2014 wurde ein neuer Darsteller für die Rolle gesucht, wobei Schauspieler wie John C. Reilly, Steve Carell und Will Ferrell in Betracht gezogen wurden. Im Oktober wurde die Besetzung von Steve Coogan bekannt gegeben. 

## Besetzung und Synchronisation
Die deutschsprachige Synchronisation entstand unter der Dialogregie und nach den Dialogbüchern von Stephan Hoffmann durch Cinephon in Berlin.
| Rollenname         | Schauspieler     | Synchronsprecher  |
| ------------------ | ---------------- | ----------------- |
| Thom Payne         | Steve Coogan     | Marcus Off        |
| Lee Payne          | Kathryn Hahn     | Katrin Zimmermann |
| Jonathan Cooke     | Bradley Whitford | Peter Flechtner   |
| Dani Kirschenbloom | Ellen Barkin     | Joseline Gassen   |
| Lorna              | Hannah Hodson    | Maja Maneiro      |

## Episodenliste
| Nr. | Deutscher Titel                    | Originaltitel                                                       | Erstausstrahlung USA | Deutschsprachige Erstausstrahlung (D) | Regie           | Drehbuch         | Quoten (USA) |
| --- | ---------------------------------- | ------------------------------------------------------------------- | -------------------- | ------------------------------------- | --------------- | ---------------- | ------------ |
| 1   | Wir sind alle Huren                | Starring Samuel Beckett, Albert Camus and Dr. Alois Alzheimer       | 5. Apr. 2015         | 9. Sep. 2016                          | Ken Kwapis      | Shalom Auslander | 0,430 Mio.   |
| 2   | Das Mutter-Paket                   | Starring Marc Chagall, Abuela and Adolf Hitler                      | 3. Mai 2015          | 9. Sep. 2016                          | Ken Kwapis      | Shalom Auslander | 0,237 Mio.   |
| 3   | Der ganze entzückende Schmerz      | Starring Vladimir Nabokov, Hippocrates and God                      | 10. Mai 2015         | 16. Sep. 2016                         | Ken Kwapis      | Shalom Auslander | 0,208 Mio.   |
| 4   | Planet Arschloch                   | Starring Sigmund Freud, Charles Bukowski and Seven Billion Assholes | 17. Mai 2015         | 16. Sep. 2016                         | Gail Mancuso    | Shalom Auslander | 0,262 Mio.   |
| 5   | Glücklich wie ein Schwein im Dreck | Starring Josey Wales, Jesus Christ and The New York Times           | 24. Mai 2015         | 23. Sep. 2016                         | Gail Mancuso    | Shalom Auslander | 0,343 Mio.   |
| 6   | Shopping macht happy               | Starring Helen Keller, Moses and Lenny Bruce                        | 31. Mai 2015         | 23. Sep. 2016                         | Ken Whittingham | Shalom Auslander | 0,250 Mio.   |
| 7   | Die Kirche von Amerika             | Starring David Ogilvy, Anton Chekhov and Gluten Enteropathy         | 7. Juni 2015         | 30. Sep. 2016                         | Andrew McCarthy | Shalom Auslander | 0,229 Mio.   |
| 8   | Eltern, Gras und Alkohol           | Starring Rene Descartes, Adweek and HRH The Princess of Arendelle   | 14. Juni 2015        | 30. Sep. 2016                         | Ken Whittingham | Shalom Auslander | 0,224 Mio.   |
| 9   | Man stirbt nur einmal              | Starring Mr. Mike, Joseph McCarthy and Alfred Bernhard Nobel        | 21. Juni 2015        | 7. Okt. 2016                          | Jesse Peretz    | Shalom Auslander | 0,197 Mio.   |
| 10  | Das, was zählt                     | Starring Christopher Hitchens, Philip Larkin and Josef Stalin       | 28. Juni 2015        | 7. Okt. 2016                          | Ken Kwapis      | Shalom Auslander | 0,261 Mio.   |

## Kritik
Happyish stieß auf größtenteils negative Kritiken. Rotten Tomatoes wertete 37 Rezensionen aus, von denen nur 30 % tendenziell positiv ausfielen. Zusammenfassend heißt es dort: „Trotz der talantierten Besetzung ist Happyish nicht clever oder schockierend, sondern nur schrill und selbstgefällig.“